# Дискография Rag’n’Bone Man
Rag’n’Bone Man (Рори Чарльз Грэм) — британский соул-исполнитель.

## Студийные альбомы
| Название | Описание                                                                             | Позиции в чартах | Позиции в чартах | Позиции в чартах | Позиции в чартах | Позиции в чартах | Позиции в чартах | Позиции в чартах | Позиции в чартах | Позиции в чартах | Позиции в чартах | Позиции в чартах | Позиции в чартах | Сертификации                         |
| Название | Описание                                                                             | UK               | AUS              | AUT              | BEL (Fl)         | CAN              | FRA              | GER              | NLD              | NZ               | SWE              | SWI              | US               | Сертификации                         |
| -------- | ------------------------------------------------------------------------------------ | ---------------- | ---------------- | ---------------- | ---------------- | ---------------- | ---------------- | ---------------- | ---------------- | ---------------- | ---------------- | ---------------- | ---------------- | ------------------------------------ |
| Human    | - Выпущен: 10 февраля 2017 года - Лейбл: Columbia - Формат: цифровая дистрибуция, CD | 1                | 3                | 4                | 1                | 9                | 1                | 2                | 1                | 3                | 13               | 1                | 126              | - BPI: Платиновый - SNEP: Платиновый |

## EP
| Bluestown                                                                  | - Выпущен: 11 ноября 2012 года - Лейбл: Rambustious Records - Формат: Цифровая дистрибуция      | —  | —  | —  | —  | —  |
| Dog 'n' Bone (with Leaf Dog)                                               | - Выпущен: 26 апреля 2013 года - Лейбл: High Focus Records - Формат: Цифровая дистрибуция       | —  | —  | —  | —  | —  |
| Put That Soul on Me                                                        | - Выпущен: 8 июля 2014 года - Лейбл: High Focus Records - Формат: Цифровая дистрибуция          | —  | —  | —  | —  | —  |
| Wolves                                                                     | - Выпущен: 24 октября 2014 года - Лейбл: Best Laid Plans Records - Формат: Цифровая дистрибуция | 24 | 69 | 88 | 44 | 61 |
| Disfigured                                                                 | - Выпущен: 6 марта 2015 года - Лейбл: Best Laid Plans Records - Формат: Цифровая дистрибуция    | —  | —  | —  | —  | —  |
| «—» означает, что альбом не попал в чарт или не издавался в данной стране. |                                                                                                 |    |    |    |    |    |

## Синглы
| «Nobody» (with Leaf Dog)                                                   | 2013 | —  | —  | — | —  | —  | —  | —  | —  | —  | —  | — | —   | | Dog 'n' Bone |
| «Hard Came the Rain»                                                       | 2015 | —  | —  | — | —  | —  | —  | —  | —  | —  | —  | — | —   | | Disfigured   |
| «Healed»                                                                   | 2016 | —  | —  | — | —  | —  | —  | —  | —  | —  | —  | — | —   | | Human        |
| «Human»                                                                    | 2016 | 2  | 17 | 1 | 1  | 53 | 2  | 1  | 14 | 11 | 23 | 1 | 100 | - BPI: Платиновый - ARIA: Платиновый - BEA: Platinum - BVMI: 3× Золотой - GLF: Платиновый - IFPI AUT: Платиновый - RMNZ: Золотой - SNEP: Бриллиантовый | Human        |
| «Skin»                                                                     | 2017 | 17 | 87 | 7 | 13 | —  | 32 | 10 | 33 | —  | —  | 6 | —   | - BPI: Серебряный | Human        |
| «—» означает, что сингл не попал в чарт или не издавался в данной стране.. |      |    |    |   |    |    |    |    |    |    |    |   |     | |              |

### Как приглашенный участник
| Название                                          | Год  | Альбом  |
| ------------------------------------------------- | ---- | ------- |
| «She» (Stig of the Dump featuring Rag’n’Bone Man) | 2016 | Kubrick |

### Промосингл
| Название | Год  | Альбом |
| -------- | ---- | ------ |
| «Wolves» | 2016 | Human  |

## Другие песни
| Название | Год  | Позиция | Альбом |
| Название | Год  | FRA     | Альбом |
| -------- | ---- | ------- | ------ |
| «Grace»  | 2017 | 78      | Human  |

## Участия
| Название                                                                   | Год  | Альбом |
| -------------------------------------------------------------------------- | ---- | ------ |
| «The Apprentice» (Gorillaz featuring Rag’n’Bone Man, Zebra Katz & RAY BLK) | 2017 | Humanz |